# Шахнер, Сара
Сара Шахнер (англ. Sarah Schachner) — американский композитор и музыкант, работающая над музыкой к фильмам, телевизионным сериалам и компьютерным играм.

## Биография
Шахнер выросла в пригороде Филадельфии. Когда ей было пять лет, она начала играть на пианино, а затем — на скрипке. Она продолжила обучение на других инструментах, таких как альт и виолончель, и играла как с семьёй, так и в оркестре, а также в джаз-бэнде.
Шахнер поступила в музыкальный колледж Беркли, а затем переехала в Лос-Анджелес. Она начала работать с композитором Брайаном Тайлером, который работал над фильмами, а позднее начал писать музыку для видеоигр. Тайлер впервые привлёк Шахнер к работе над саундтреком к Call of Duty: Modern Warfare 3. Шахнер в интервью LA Weekly сказала: «Я начала писать музыку к играм для него и поняла, как сильно я люблю работать над играми». Шахнер позднее стала использовать синтезаторы в своей работе на струнных инструментах.
В 2016 году президентская кампания Теда Круза без разрешения использовала одну из песен Шахнер под названием Lens. Как композитор и исполнитель, она в мае 2016 года вместе с лицензирующей фирмой подали в суд на кампанию Круза за нарушение авторских прав.
Шахнер также внесла свой вклад в Cassini Finale Music Project, посвящённый миссии Кассини на Сатурне.

## Дискография

### Фильмы
| Год  | Название               | Оригинальное название | Режиссёр        | Студия                  | Примечания                               |
| ---- | ---------------------- | --------------------- | --------------- | ----------------------- | ---------------------------------------- |
| 2010 | н/д                    | Cool It               | Онди Тимонер    | Roadside Attractions    | сокомпозитор вместе с Ноа Винтер Лазерус |
| 2010 | н/д                    | She Believes in Fate  | Дуглас Ламур    | Charlatan Studios       | н/д                                      |
| 2011 | Останки                | Remains               | Колин Тейс      | Chiller Films           | н/д                                      |
| 2012 | н/д                    | Promesas              | Аарон Целиус    | н/д                     | н/д                                      |
| 2013 | Герой не моего размера | UnHung Hero           | Брайан Спитц    | Breaking Glass Pictures | н/д                                      |
| 2015 | Эффект Лазаря          | The Lazarus Effect    | Дэвид Гелб      | Relativity Media        | н/д                                      |
| 2022 | Добыча                 | Prey                  | Дэн Трахтенберг | 20th Century Studios    | н/д                                      |

#### Дополнительная музыка
| Год  | Название            | Оригинальное название | Режиссёр       | Студия               | Примечания                 |
| ---- | ------------------- | --------------------- | -------------- | -------------------- | -------------------------- |
| 2012 | В финале Джон умрёт | John Dies at the End  | Дон Коскарелли | Magnet Releasing     | дополнительная музыка      |
| 2012 | Неудержимые 2       | The Expendables 2     | Саймон Уэст    | Lionsgate            | музыкальная аранжировка    |
| 2013 | Железный человек 3  | Iron Man 3            | Шейн Блэк      | Marvel Studios       | аранжировщик и программист |
| 2013 | Иллюзия обмана      | Now You See Me        | Луи Летерье    | Summit Entertainment | аранжировщик и программист |
| 2016 | Иллюзия обмана 2    | Now You See Me 2      | Джон Чу        | Summit Entertainment | аранжировщик и программист |

### Телевидение
| Год  | Название              | Оригинальное название | Канал             | Примечания                               |
| ---- | --------------------- | --------------------- | ----------------- | ---------------------------------------- |
| 2010 | Пивовары              | Brew Masters          | Discovery Channel | н/д                                      |
| 2011 | Охотники за монстрами | The Troop             | Nickelodeon       | н/д                                      |
| 2015 | От шефа               | Chef’s Table          | Netflix           | эпизоды «Massimo Bottura» и «Jordi Roca» |

### Компьютерные игры
| Год  | Название                        | Издатель        | Примечания                                              |
| ---- | ------------------------------- | --------------- | ------------------------------------------------------- |
| 2014 | Assassin’s Creed Unity          | Ubisoft         | сокомпозитор вместе с Крисом Тилтоном и Райаном Амоном  |
| 2016 | Call of Duty: Infinite Warfare  | Activision      | н/д                                                     |
| 2017 | Assassin’s Creed Origins        | Ubisoft         | н/д                                                     |
| 2019 | Anthem                          | Electronic Arts | н/д                                                     |
| 2019 | Call of Duty: Modern Warfare    | Activision      | н/д                                                     |
| 2020 | Assassin’s Creed Valhalla       | Ubisoft         | сокомпозитор вместе с Йеспером Кюдом и Эйнаром Селвиком |
| 2022 | Call of Duty: Modern Warfare II | Activision      | н/д                                                     |

#### Дополнительная музыка
| Год  | Название                        | Издатель        | Примечания                                               |
| ---- | ------------------------------- | --------------- | -------------------------------------------------------- |
| 2011 | Call of Duty: Modern Warfare 3  | Activision      | дополнительные гитара и скрипка, музыкальная аранжировка |
| 2011 | Need for Speed: The Run         | Electronic Arts | дополнительная гитара, музыкальная аранжировка           |
| 2012 | Far Cry 3                       | Ubisoft         | дополнительная музыка, виолончель, скрипка и вокал       |
| 2013 | Army of Two: The Devil’s Cartel | Electronic Arts | дополнительная музыка, виолончель и скрипка              |
| 2013 | Assassin’s Creed IV: Black Flag | Ubisoft         | дополнительная музыка                                    |

## Награды и номинации
| Год  | Награда      | Результат | Категория                                                                                  | Работа                         |
| ---- | ------------ | --------- | ------------------------------------------------------------------------------------------ | ------------------------------ |
| 2014 | IFMCA Award  | Номинация | Лучшая оригинальная музыка к видеоигре или интерактивному медиа (вместе с Крисом Тилтоном) | Assassin’s Creed Unity         |
| 2016 | NAVGTR Award | Номинация | Коллекция песен (вместе со Стивом Миллером)                                                | Call of Duty: Infinite Warfare |
| 2017 | NAVGTR Award | Номинация | Оригинальная драматическая музыка — франшиза                                               | Assassin’s Creed Origins       |
| 2019 | HMMA Award   | Победа    | Лучшая оригинальная музыка — видеоигра                                                     | Call of Duty: Modern Warfare   |
| 2019 | NAVGTR Award | Номинация | Оригинальная драматическая музыка — новый IP                                               | Anthem                         |
| 2019 | NAVGTR Award | Номинация | Оригинальная драматическая музыка — франшиза                                               | Call of Duty: Modern Warfare   |